# Коновалово (Витебский район)
Коновалово (бел. Канава́лава) — деревня в Витебском районе Витебской области Республики Беларусь. В составе Мазоловского сельсовета.

## География
Деревня расположена на 13 км севернее Витебска. Северо-западнее Коновалово находятся река Зачерновская, впадающая в озеро Барановское, расположенное в 0,1 км на юго-восток от деревни. На западе от деревни озеро Бутыки и вытекающая из него река Храповлянка.
Вдоль берега озера Бутыки проходит железная дорога, на ней два моста: через Храповлянку и через протоку между озёрами. Железнодорожный остановочный пункт «Должа» в 300 м от Коновалово, но добраться туда можно только по тропинке с мостком через Храповлянку.
За железной дорогой находится агрогородок Должа и автодорога Р115 (Витебск—Городок).

## История
Согласно Плану Генерального межевания Витебского уезда 1785 года эта местность входила в состав очень большого имения «Путилово». В имении дворов 340, по ревизии мужескеска пола душ 2363, женщин 2296, всего земли 21742 десятин. Владения старосты Рогачевскаго и Кавалера Графа Михайлы Казимировича Потея.

### Имение «Должа»
В 1800 году существовало уже отдельное имение «Должа», владел которым тайный советник Петр Иванович Северин Белорусский губернатор в короткий период: 3 июня 1800 — 29 декабря 1800. В составе имения было 12 деревень.
С 1809 года имением «Должа» владел сын Петра Тадеуша Богомольца — Станислав Богомолец (1777/1778 – 1852).
В 1836 году в имении «Должа» 254 ревизские души.
По инвентарю 1846 года в деревне Коновалова 6 дворов, 38 жителей. Всего в имении «Должа» 13 деревень, в которых 60 дворов, 450 жителей.
В 1906 году деревня Коновалово относилась к Должанскому сельскому обществу Храповичской волости Витебского уезда. 105 десят. удобной земли, 2 десят. неудобной. 12 дворов, 37 мужчин, 39 женщин.
С 17 июля 1924 года деревня в Долженском сельсовете (центр Должа) в составе Северо-Витебского района Витебского округа.
5 декабря 1936 года центр Долженского сельсовета был перенесен в деревню Уголок.
В 1926 году в Коновалово 15 дворов, 85 жителей.
В 1930 году колхоз «Интернационал».
В 1941 году в деревне Коновалово было 46 дома и 165 жителей.
В июне 1942 года деревня была полностью сожжена, убито 34 человека. На фронте погибло 15 человек.
16 июля 1954 года Долженский сельсовет упразднён, территория передана Боровлянскому сельсовету.
22 декабря 1960 года территория Боровлянского сельсовета вошла в состав новообразованного Мазоловского сельсовета.
В 1969 году в деревне 36 дворов, 123 жителя.
В 1996 году 24 домохозяйства, 36 жителей.
По переписи 2009 года проживало 19 человек.
На 2018 год в деревне было 6 домохозяйства, 11 жителей.

## Население
- 1926 год — 15 дворов, 85 жителей
- 1941 год — 46 домов, 165 жителей
- 1969 год — 36 дворов, 123 жителя
- 1996 год — 24 домохозяйства, 36 жителей
- 2009 год — 19 жителей (перепись населения)
- 2018 год — 6 домохозяйств, 11 жителей